# Pronotocrepis rubra
Pronotocrepis rubra är en insektsart som beskrevs av Knight 1969. Pronotocrepis rubra ingår i släktet Pronotocrepis och familjen ängsskinnbaggar. Inga underarter finns listade i Catalogue of Life.